# UEFA Champions League 1994/95

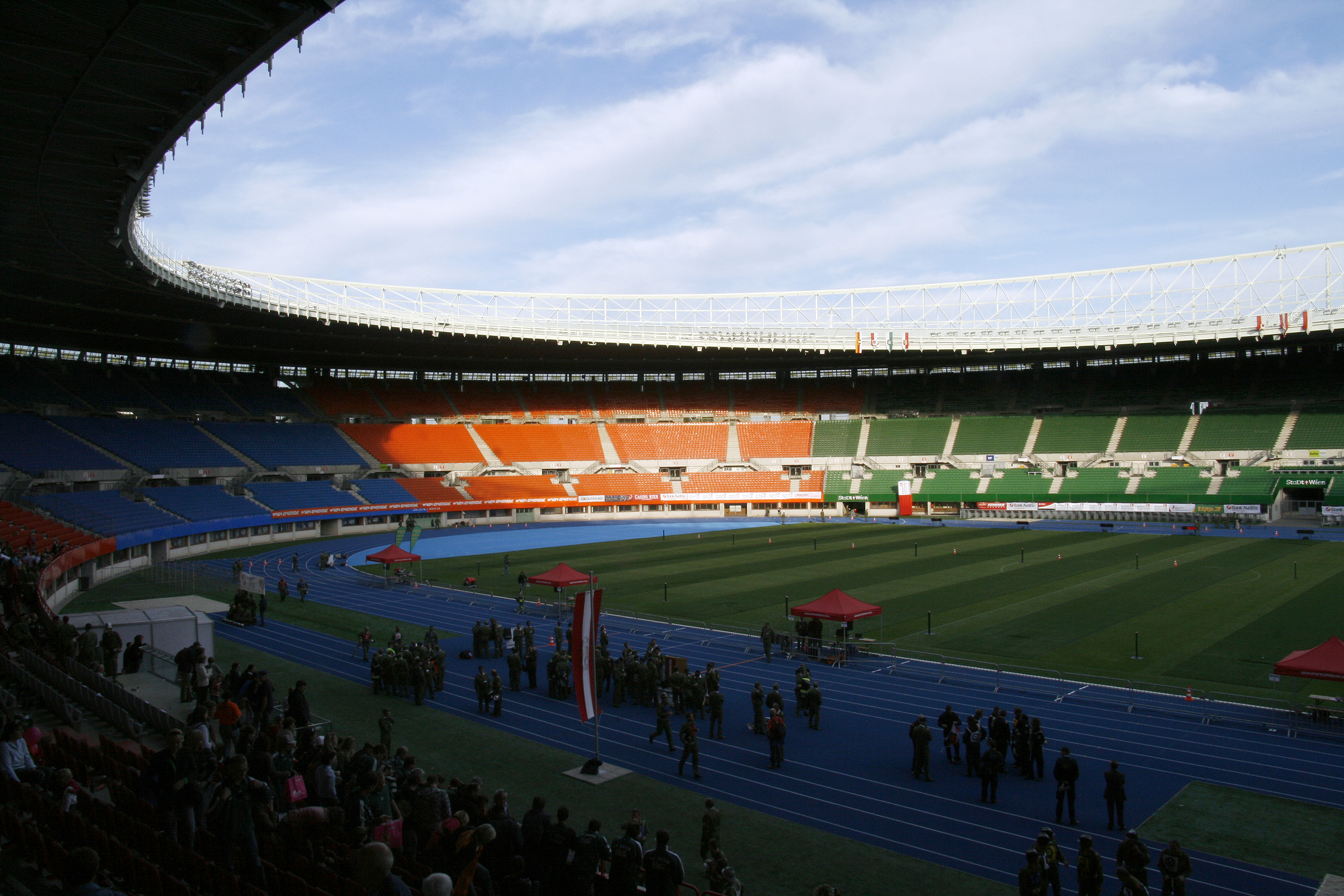
Das Wiener Ernst-Happel-Stadion

Die UEFA Champions League 1994/95 war die 3. Spielzeit des wichtigsten europäischen Wettbewerbs für Vereinsmannschaften im Fußball unter dieser Bezeichnung und die 40. insgesamt.
Es nahmen erstmals in der Geschichte des Wettbewerbs nicht alle gemeldeten Landesmeister teil, da aufgrund der gestiegenen Zahl an Mitgliedsverbänden die UEFA beschlossen hatte, die in der UEFA-Fünfjahreswertung niedriger platzierten Meister im UEFA-Pokal 1994/95 starten zu lassen. Es waren daher in dieser Saison, einschließlich des Titelverteidigers und italienischen Meisters AC Mailand, nur 24 Klubs am Start.
Im Ernst-Happel-Stadion in Wien fand am 24. Mai 1995 das Endspiel statt.

## Modus
Ab dieser Saison gab es erneut Änderung im Spielmodus. An die Qualifikationsrunde schloss sich unmittelbar die Gruppenphase mit 4 Gruppen à 4 Mannschaften an. Die jeweils beiden Erstplatzierten jeder Gruppe erreichten das Viertelfinale. Dies war auch die letzte Saison, in der in der Gruppenphase für einen Sieg zwei Punkte vergeben wurden. Ab der Saison 1995/96 trat die Drei-Punkte-Regel in Kraft.

## Qualifikation
Die Hinspiele fanden am 10., die Rückspiele am 24. August 1994 statt.

### Gruppe A
|                  | Gesamt |                      | Hinspiel | Rückspiel |
| ---------------- | ------ | -------------------- | -------- | --------- |
| FC Avenir Beggen | 1:9    | Galatasaray Istanbul | 1:5      | 0:4       |
| Sparta Prag      | 1:2    | IFK Göteborg         | 1:0      | 0:2       |

### Gruppe B
|                     | Gesamt |             | Hinspiel | Rückspiel |
| ------------------- | ------ | ----------- | -------- | --------- |
| Silkeborg IF        | 1:3    | Dynamo Kiew | 0:0      | 1:3       |
| Paris Saint-Germain | 5:1    | Váci FC     | 3:0      | 2:1       |

### Gruppe C
|                 | Gesamt |               | Hinspiel | Rückspiel |
| --------------- | ------ | ------------- | -------- | --------- |
| Legia Warschau  | 0:5    | Hajduk Split  | 0:1      | 0:4       |
| Steaua Bukarest | 5:2    | Servette Genf | 4:1      | 1:1       |

### Gruppe D
|               | Gesamt |                     | Hinspiel | Rückspiel |
| ------------- | ------ | ------------------- | -------- | --------- |
| AEK Athen     | 3:0    | Glasgow Rangers     | 2:0      | 1:0       |
| Maccabi Haifa | 2:5    | SV Austria Salzburg | 1:2      | 1:3       |

## Gruppenphase

### Gruppe A
| Pl. | Verein               | Sp. | S | U | N | Tore    | Diff. | Punkte |
| --- | -------------------- | --- | - | - | - | ------- | ----- | ------ |
| 1.  | IFK Göteborg         | 6   | 4 | 1 | 1 | 010:700 | +3    | 09:30  |
| 2.  | FC Barcelona         | 6   | 2 | 2 | 2 | 011:800 | +3    | 06:60  |
| 3.  | Manchester United    | 6   | 2 | 2 | 2 | 011:110 | ±0    | 06:60  |
| 4.  | Galatasaray Istanbul | 6   | 1 | 1 | 4 | 003:900 | −6    | 03:90  |

| 14. September 1994   |     |                      |
| Manchester United    | 4:2 | IFK Göteborg         |
| FC Barcelona         | 2:1 | Galatasaray Istanbul |
| 28. September 1994   |     |                      |
| Galatasaray Istanbul | 0:0 | Manchester United    |
| IFK Göteborg         | 2:1 | FC Barcelona         |
| 19. Oktober 1994     |     |                      |
| IFK Göteborg         | 1:0 | Galatasaray Istanbul |
| Manchester United    | 2:2 | FC Barcelona         |
| 2. November 1994     |     |                      |
| Galatasaray Istanbul | 0:1 | IFK Göteborg         |
| FC Barcelona         | 4:0 | Manchester United    |
| 23. November 1994    |     |                      |
| IFK Göteborg         | 3:1 | Manchester United    |
| Galatasaray Istanbul | 2:1 | FC Barcelona         |
| 7. Dezember 1994     |     |                      |
| Manchester United    | 4:0 | Galatasaray Istanbul |
| FC Barcelona         | 1:1 | IFK Göteborg         |

### Gruppe B
| Pl. | Verein              | Sp. | S | U | N | Tore    | Diff. | Punkte |
| --- | ------------------- | --- | - | - | - | ------- | ----- | ------ |
| 1.  | Paris Saint-Germain | 6   | 6 | 0 | 0 | 012:300 | +9    | 12:0   |
| 2.  | FC Bayern München   | 6   | 2 | 2 | 2 | 008:700 | +1    | 06:60  |
| 3.  | Spartak Moskau      | 6   | 1 | 2 | 3 | 008:120 | −4    | 04:80  |
| 4.  | Dynamo Kiew         | 6   | 1 | 0 | 5 | 005:110 | −6    | 02:10  |

| 14. September 1994  |     |                     |
| Dynamo Kiew         | 3:2 | Spartak Moskau      |
| Paris Saint-Germain | 2:0 | FC Bayern München   |
| 28. September 1994  |     |                     |
| Spartak Moskau      | 1:2 | Paris Saint-Germain |
| FC Bayern München   | 1:0 | Dynamo Kiew         |
| 19. Oktober 1994    |     |                     |
| Spartak Moskau      | 1:1 | FC Bayern München   |
| Dynamo Kiew         | 1:2 | Paris Saint-Germain |
| 2. November 1994    |     |                     |
| FC Bayern München   | 2:2 | Spartak Moskau      |
| Paris Saint-Germain | 1:0 | Dynamo Kiew         |
| 23. November 1994   |     |                     |
| Spartak Moskau      | 1:0 | Dynamo Kiew         |
| FC Bayern München   | 0:1 | Paris Saint-Germain |
| 7. Dezember 1994    |     |                     |
| Dynamo Kiew         | 1:4 | FC Bayern München   |
| Paris Saint-Germain | 4:1 | Spartak Moskau      |

### Gruppe C
| Pl. | Verein           | Sp. | S | U | N | Tore    | Diff. | Punkte |
| --- | ---------------- | --- | - | - | - | ------- | ----- | ------ |
| 1.  | Benfica Lissabon | 6   | 3 | 3 | 0 | 009:500 | +4    | 09:30  |
| 2.  | Hajduk Split     | 6   | 2 | 2 | 2 | 005:700 | −2    | 06:60  |
| 3.  | Steaua Bukarest  | 6   | 1 | 3 | 2 | 007:600 | +1    | 05:70  |
| 4.  | RSC Anderlecht   | 6   | 0 | 4 | 2 | 004:700 | −3    | 04:80  |

| 14. September 1994 |     |                  |
| Hajduk Split       | 0:0 | Benfica Lissabon |
| RSC Anderlecht     | 0:0 | Steaua Bukarest  |
| 28. September 1994 |     |                  |
| Steaua Bukarest    | 0:1 | Hajduk Split     |
| Benfica Lissabon   | 3:1 | RSC Anderlecht   |
| 19. Oktober 1994   |     |                  |
| Benfica Lissabon   | 2:1 | Steaua Bukarest  |
| Hajduk Split       | 2:1 | RSC Anderlecht   |
| 2. November 1994   |     |                  |
| RSC Anderlecht     | 0:0 | Hajduk Split     |
| Steaua Bukarest    | 1:1 | Benfica Lissabon |
| 23. November 1994  |     |                  |
| Benfica Lissabon   | 2:1 | Hajduk Split     |
| Steaua Bukarest    | 1:1 | RSC Anderlecht   |
| 7. Dezember 1994   |     |                  |
| Hajduk Split       | 1:4 | Steaua Bukarest  |
| RSC Anderlecht     | 1:1 | Benfica Lissabon |

### Gruppe D
| Pl. | Verein              | Sp. | S | U | N | Tore    | Diff. | Punkte |
| --- | ------------------- | --- | - | - | - | ------- | ----- | ------ |
| 1.  | Ajax Amsterdam      | 6   | 4 | 2 | 0 | 009:200 | +7    | 10:20  |
| 2.  | AC Mailand(1)       | 6   | 3 | 1 | 2 | 006:500 | +1    | 05:50  |
| 3.  | SV Austria Salzburg | 6   | 1 | 3 | 2 | 004:600 | −2    | 05:70  |
| 4.  | AEK Athen           | 6   | 0 | 2 | 4 | 003:900 | −6    | 02:10  |

| 14. September 1994  |     |                     |
| SV Austria Salzburg | 0:0 | AEK Athen           |
| Ajax Amsterdam      | 2:0 | AC Mailand          |
| 28. September 1994  |     |                     |
| AC Mailand          | 3:0 | SV Austria Salzburg |
| AEK Athen           | 1:2 | Ajax Amsterdam      |
| 19. Oktober 1994    |     |                     |
| SV Austria Salzburg | 0:0 | Ajax Amsterdam      |
| AEK Athen           | 0:0 | AC Mailand          |
| 2. November 1994    |     |                     |
| AC Mailand          | 2:1 | AEK Athen           |
| Ajax Amsterdam      | 1:1 | SV Austria Salzburg |
| 23. November 1994   |     |                     |
| AEK Athen           | 1:3 | SV Austria Salzburg |
| AC Mailand          | 0:2 | Ajax Amsterdam      |
| 7. Dezember 1994    |     |                     |
| SV Austria Salzburg | 0:1 | AC Mailand          |
| Ajax Amsterdam      | 2:0 | AEK Athen           |

## K.-o.-Phase

### Viertelfinale
Die Hinspiele fanden am 1., die Rückspiele am 15. März 1995 statt.
|                   | Gesamt    |                     | Hinspiel | Rückspiel |
| ----------------- | --------- | ------------------- | -------- | --------- |
| FC Bayern München | (a)2:2(a) | IFK Göteborg        | 0:0      | 2:2       |
| FC Barcelona      | 2:3       | Paris Saint-Germain | 1:1      | 1:2       |
| AC Mailand        | 2:0       | Benfica Lissabon    | 2:0      | 0:0       |
| Hajduk Split      | 0:3       | Ajax Amsterdam      | 0:0      | 0:3       |

### Halbfinale
Die Hinspiele fanden am 5., die Rückspiele am 19. April 1995 statt.
|                     | Gesamt |                | Hinspiel | Rückspiel |
| ------------------- | ------ | -------------- | -------- | --------- |
| FC Bayern München   | 2:5    | Ajax Amsterdam | 0:0      | 2:5       |
| Paris Saint-Germain | 0:3    | AC Mailand     | 0:1      | 0:2       |

### Finale
| Ajax Amsterdam                              | Ajax Amsterdam | AC Mailand | AC Mailand |
| ------------------------------------------- | --- | --- | ---------- |
| Ajax Amsterdam                              | \| 24. Mai 1995 in Wien (Ernst-Happel-Stadion) \| \| Ergebnis: 1:0 (0:0) \| \| Zuschauer: 49.730 \| \| Schiedsrichter: Ion Crăciunescu ( Rumänien) \|                                                                                                   | \| 24. Mai 1995 in Wien (Ernst-Happel-Stadion) \| \| Ergebnis: 1:0 (0:0) \| \| Zuschauer: 49.730 \| \| Schiedsrichter: Ion Crăciunescu ( Rumänien) \| | AC Mailand |
| Ajax Amsterdam                              | Edwin van der Sar – Michael Reiziger, Danny Blind , Frank Rijkaard, Frank de Boer – Clarence Seedorf (54. Nwankwo Kanu), Edgar Davids – Jari Litmanen (69. Patrick Kluivert) – Ronald de Boer, Finidi George, Marc Overmars Cheftrainer: Louis van Gaal | Sebastiano Rossi – Christian Panucci, Franco Baresi , Alessandro Costacurta, Paolo Maldini – Roberto Donadoni, Marcel Desailly, Demetrio Albertini, Zvonimir Boban (86. Gianluigi Lentini) – Daniele Massaro (90. Stefano Eranio), Marco Simone Cheftrainer: Fabio Capello | AC Mailand |
| Ajax Amsterdam                              | 1:0 Patrick Kluivert (85.) | | AC Mailand |
| Ajax Amsterdam                              | Overmars (33.), Blind (45.) | | AC Mailand |
| 24. Mai 1995 in Wien (Ernst-Happel-Stadion) | | |            |
| Ergebnis: 1:0 (0:0)                         | | |            |
| Zuschauer: 49.730                           | | |            |
| Schiedsrichter: Ion Crăciunescu ( Rumänien) | | |            |

## Beste Torschützen
| Rang | Spieler             | Klub                | Tore |
| ---- | ------------------- | ------------------- | ---- |
| 1    | George Weah         | Paris Saint-Germain | 7    |
| 2    | Jari Litmanen       | Ajax Amsterdam      | 6    |
| 3    | Magnus Erlingmark   | IFK Göteborg        | 4    |
|      | Marco Simone        | AC Mailand          | 4    |
| 5    | José Mari Bakero    | FC Barcelona        | 3    |
|      | Claudio Caniggia    | Benfica Lissabon    | 3    |
|      | Viktor Leonenko     | Dynamo Kiew         | 3    |
|      | Christian Nerlinger | FC Bayern München   | 3    |
|      | Romário             | FC Barcelona        | 3    |

## Eingesetzte Spieler Ajax Amsterdam
| Ajax Amsterdam | |
|                | - Tor: Edwin van der Sar (11/-) - Abwehr: Michael Reiziger (11/-); Frank de Boer (10/2); Danny Blind (10/-); Winston Bogarde (4/-) - Mittelfeld: Jari Litmanen (11/6); Clarence Seedorf (11/-); Ronald de Boer (10/2); Frank Rijkaard (10/-); Edgar Davids (7/-); Tarik Oulida (1/-) - Sturm: Marc Overmars (11/1); Patrick Kluivert (10/2); Finidi George (10/1); Nwankwo Kanu (7/1); Peter van Vossen (7/-) - Trainer: Louis van Gaal |

* Michel Kreek (2/-) verließ den Verein während der Saison.

## Schiedsrichter
Die 61 Partien wurden von 33 Referees aus 23 UEFA-Mitgliedsverbänden geleitet. Das Finale pfiff der rumänische Schiedsrichter Ion Crăciunescu.
| Name                    | Geboren       | Land        | Spiele |      |   |    | Anmerkung              |
| ----------------------- | ------------- | ----------- | ------ | ---- | - | -- | ---------------------- |
| Marc Batta              | 1. Nov. 1953  | Frankreich  | 1      | 5    | 0 | 0  |                        |
| John Blankenstein       | 12. Feb. 1949 | Niederlande | 1      | 3    | 0 | 0  |                        |
| Ahmet Çakar             | 3. Aug. 1962  | Türkei      | 3      | 7    | 0 | 0  |                        |
| Piero Ceccarini         | 20. Okt. 1953 | Italien     | 2      | 4    | 0 | 0  |                        |
| Jorge Coroado           | 23. März 1956 | Portugal    | 1      | 0    | 0 | 0  |                        |
| Ion Crăciunescu         | 27. Aug. 1950 | Rumänien    | 5      | 20   | 0 | 1  | Leiter des Finalspiels |
| Manuel Díaz Vega        | 1. Sep. 1954  | Spanien     | 1      | 3    | 0 | 0  |                        |
| David Elleray           | 3. Sep. 1954  | England     | 2      | 10   | 0 | 1  |                        |
| Mario van der Ende      | 28. März 1956 | Niederlande | 2      | 7    | 0 | 0  |                        |
| Guy Goethals            | 26. Dez. 1952 | Belgien     | 4      | 10   | 0 | 0  |                        |
| Gerd Grabher            | 2. Nov. 1953  | Österreich  | 3      | 12   | 0 | 0  |                        |
| Rémi Harrel             | 3. Sep. 1954  | Frankreich  | 1      | 3    | 0 | 2  |                        |
| Bernd Heynemann         | 22. Jan. 1954 | Deutschland | 1      | 1    | 0 | 0  |                        |
| Bo Karlsson             | 12. Okt. 1949 | Schweden    | 1      | 2    | 0 | 1  |                        |
| Ilkka Koho              | 10. März 1958 | Finnland    | 1      | 4    | 0 | 1  |                        |
| Václav Krondl           | 5. Feb. 1953  | Tschechien  | 4      | 17   | 0 | 0  |                        |
| Sergei Chussainow       | 18. Juli 1954 | Russland    | 1      | 3    | 0 | 0  |                        |
| Antonio López Nieto     | 25. Jan. 1958 | Spanien     | 2      | 7    | 0 | 0  |                        |
| Jim McCluskey           | 1. Nov. 1950  | Schottland  | 1      | 3    | 0 | 0  |                        |
| Markus Merk             | 15. März 1962 | Deutschland | 2      | 10   | 0 | 0  |                        |
| Peter Mikkelsen         | 1. Mai 1960   | Dänemark    | 1      | 1    | 0 | 0  |                        |
| Leslie Mottram          | 5. März 1951  | Schottland  | 4      | 12   | 0 | 2  |                        |
| Serge Muhmenthaler      | 20. Mai 1953  | Schweiz     | 2      | 5    | 0 | 1  |                        |
| Rune Pedersen           | 19. Mai 1963  | Norwegen    | 1      | 5    | 0 | 1  |                        |
| Sándor Puhl             | 14. Juli 1955 | Ungarn      | 2      | 4    | 0 | 0  |                        |
| Joël Quiniou            | 11. Juli 1950 | Frankreich  | 1      | 3    | 0 | 0  |                        |
| Kurt Röthlisberger      | 21. Mai 1951  | Schweiz     | 1      | 1    | 0 | 0  |                        |
| Leif Sundell            | 15. Feb. 1958 | Schweden    | 2      | 7    | 0 | 0  |                        |
| Alfredo Trentalange     | 19. Juli 1957 | Italien     | 1      | 3    | 0 | 1  |                        |
| Atanas Usunow           | 10. Nov. 1955 | Bulgarien   | 1      | 4    | 0 | 0  |                        |
| Frans Van Den Wijngaert | 19. Okt. 1950 | Belgien     | 1      | 1    | 0 | 0  |                        |
| Ryszard Wójcik          | 6. Juni 1956  | Polen       | 2      | 6    | 0 | 0  |                        |
| Wadsim Schuk            | 20. Mai 1952  | Belarus     | 3      | 10   | 0 | 1  |                        |
| Gesamt:                 | Gesamt:       | Gesamt:     | 610    | 1930 | 0 | 10 |                        |
| Stand: nach Saisonende  |               |             |        |      |   |    |                        |